# Synasellus bragai
Synasellus bragai är en kräftdjursart som beskrevs av Odette Afonso 1987. Synasellus bragai ingår i släktet Synasellus och familjen sötvattensgråsuggor. Inga underarter finns listade i Catalogue of Life.